# 相生森林美術館
相生森林美術館（あいおいしんりんびじゅつかん、英称:Aioi Shinrin Museum of Art）とは、徳島県那賀郡那賀町にある木をテーマとする町立美術館である。

## 基礎データ
- 開館時間 9:30～16:30

### 休館日
- 月曜日（祝祭日の場合はその翌日）

12月29日～1月3日

### 入館料
- 所蔵作品展
  - 一般 - 330円
  - 中学生以下 -無料
- 企画展の場合はその都度定める

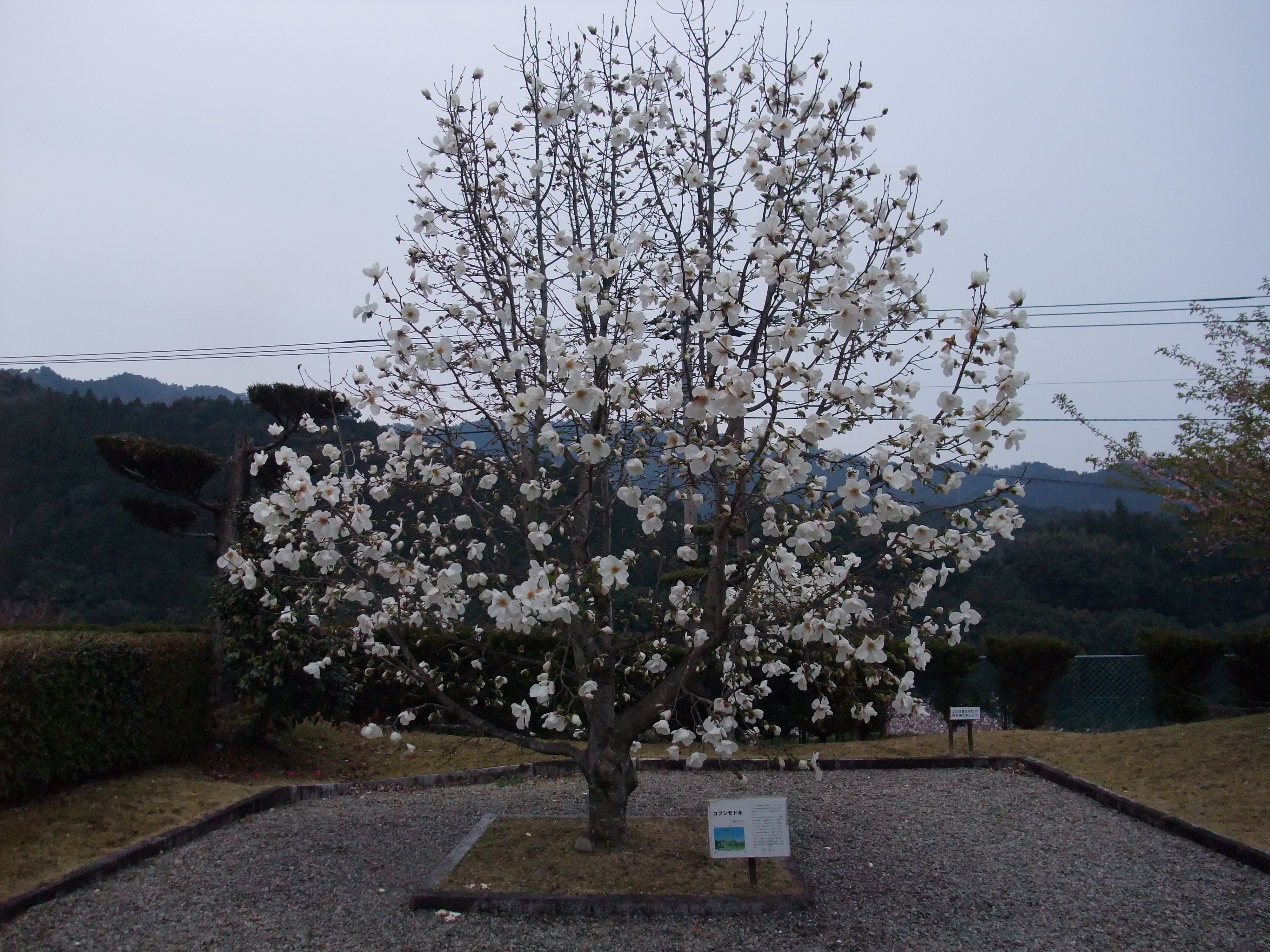
数少ないコブシモドキが常時見られる美術館でもある。

## 交通
- JR徳島駅から徳島バスで2時間30分。
- 徳島市から車で1時間20分。